# Sehbeteiligung
Die Sehbeteiligung (Deutschland), die Durchschnittsreichweite (Österreich) oder das Rating (Schweiz) gibt an, wie viele Personen einer Zielgruppe innerhalb eines bestimmten Zeitintervalls z. B. einer Sendung „im Durchschnitt“ ferngesehen haben.
Für TV-Sendungen bzw. Fernsehwerbung im deutschsprachigen Raum ist die Sehbeteiligung (Sehb.) ausgedrückt als Absolutwert in Millionen, die Durchschnittsreichweite (DRW) bzw. das Rating (R-T) jeweils in Tausend, der wichtigste und härteste Leistungsindikator der Fernsehforschung. In der amerikanischen TV-Forschung entspricht der Wert – oft auch als Einschaltquote oder Quote bezeichnet – dem Nielsen Rating, das allerdings bevorzugt in % ausgedrückt wird.

## Berechnung
Die Durchschnittsreichweite ist häufigste Wert für das Ranking von TV-Sendungshitlisten. Wenn die Durchschnittsreichweite in Absolutzahlen ausgewiesen wird, spricht man von Sehern oder Personen. Diese sind allerdings keine natürlichen Personen wie bei der Netto-Reichweite, sondern gesehene Sendungsvolumina. Beispiel: Eine Sendung mit einer DRW von 1 Million kann real von 2 Millionen Menschen gesehen worden sein, von denen jeder nur eine Hälfte sah usw. Die Berechnung erfolgt im deutschen ident und auf Basis einer sekundengenauen Messung. Der Wert kann auch für Zeiteinheiten wie Viertelstunden oder Haushalte berechnet werden. Moderne Quoten-Auswertungssysteme sind in Bezug auf Zeitintervalle und Zielgruppen sehr flexibel.

### Definition laut AGF (Deutschland)
Jede Person wird mit dem Anteil gezählt, der ihrer Sehdauer (PIN personenindividuelle Nutzung in Sekunden) im Verhältnis zur Dauer der Sendung entspricht. Der Quotient aus Sehdauer zu Sendungsdauer wird mit dem Gewicht pro Person zur individuellen Sehbeteiligung verrechnet. Die Summe aller individuellen Sehbeteiligungen über alle Personen ergibt die durchschnittliche Sehbeteiligung der Sendung. Die klassische Anwendung dieses Leistungswertes erfolgt in der täglichen Sendungshitliste der AGF.

### Definition laut AGTT (Österreich)
Bei ihrer Berechnung der Durchschnittsreichweite wird die gesamte Sehdauer einer Personen innerhalb dieses Zeitintervalls / einer Sendung / eines Werbeblocks berücksichtigt. Die tatsächliche Sehdauer der zusehenden Personen wird durch die mögliche Sehdauer aller Personen der Grundgesamtheit dividiert und mit 100 multipliziert. Das heißt, jede Person wird mit dem Anteil gezählt, der ihrer Sehdauer im Verhältnis zur Dauer der Sendung entspricht. Berechnung: tatsächliche Sehdauer aller Personen / mögliche Sehdauer aller Personen × 100 = DRW in %. Ein Anwendungsfall ist die Hitliste der AGTT.

### Definition laut Mediapulse (Schweiz)
Das Rating ist die Anzahl der gesehenen 1-Sekunde-Einheiten verglichen mit der Anzahl der theoretisch möglichen 1-Sekunde-Einheiten innerhalb einer definierten Zeiteinheit. Die Angabe erfolgt in % der Anzahl theoretisch möglicher 1-Sekunde-Einheiten oder hochgerechnet auf Personen in 1’000. Beispiel: „22% Rating in der Viertelstunde Z für den TV-Sender XY“ bedeutet also: 22 % der theoretisch möglichen Kontakte (900 1-Sekunde-Einheiten multipliziert mit der Anzahl Stichprobenmitglieder) entfallen auf TV XY. Ein Anwendungsfall sind die Hitliste des SRF.